# Доминат
Домина́т (лат. dominātus — господство ← dominus — господин, хозяин) — форма правления в Древнем Риме, установленная императором Диоклетианом (284—305 годы) взамен принципата. В доминат включают период тетрархии.
Словом «доминат» обычно обозначают период истории Древнего Рима с III по V века н. э. По-иному этот период может называться «поздней античностью», «поздней империей». Термин «доминат» происходит от обычного для того времени обращения к императору — Dominus et deus noster sic fueri iubet (буквально «господин и бог» — лат. dominus et deus). Впервые так себя назвал Домициан.

С неменьшей гордыней он начал однажды правительственное письмо от имени прокураторов такими словами: «Государь наш и бог повелевает (лат. Dominus et deus noster sic fueri iubet) …» — и с тех пор повелось называть его и в письменных, и в устных сообщениях только так.

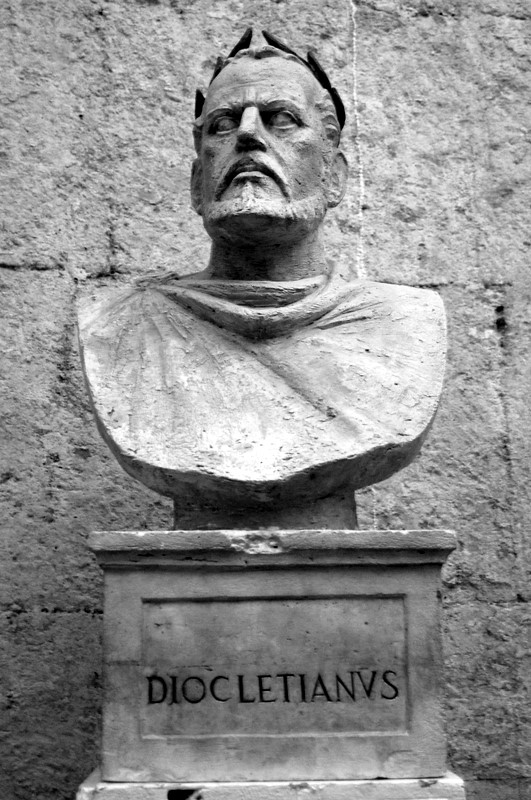
Бюст Диоклетиана. (Современная работа). Установлен на месте Дворца Диоклетиана в Сплите (Хорватия).

Если в конце I века подобная претензия императора была встречена римлянами весьма враждебно, то в конце III века термин dominus был воспринят обществом довольно спокойно.
Слово dominus также может переводиться как «государь».
Доминат стал следующей фазой постепенной трансформации принципата в абсолютную монархию — с неограниченной властью императора. В период принципата старые республиканские институты сохранялись и формально продолжали функционировать, а глава государства — принцепс («первый») — считался лишь первым гражданином республики.
В период домината римский сенат превращается в сословие с декоративными функциями. Основным титулом главы государства вместо «принцепс» («первый») и «император» (первоначально почётный титул военачальников) становится «август» (Augustus — «священный») и «доминус», что подразумевало, что все остальные являются его подданными, оказываясь по отношению к нему на положении подвластных сыновей или рабов.
Основоположником системы домината обычно считается император Диоклетиан, хотя её предшественниками можно назвать и других императоров III века, в частности Аврелиана. Диоклетиан установил при своём дворе обычаи, позаимствованные с Востока. Основным центром власти стал бюрократический аппарат, ориентированный на личность императора. Комитет, ведавший сбором налогов, при этом назывался комитетом «священных (то есть императорских) щедрот» (sacrarum largitionum).
Император издавал имперские законы, назначал чиновников всех уровней и многих офицеров армии, и, вплоть до конца IV века, носил титул главы коллегии понтификов.
Несмотря на усиление власти императора и ещё большую сакрализацию его власти, в качестве пережитков продолжали существовать некоторые республиканские традиции. Так, всё ещё существовали такие старые республиканские магистратуры, как консулы и преторы — правда, являвшиеся в поздней античности лишь почетными титулами. Традиции римских народных собраний также продолжали существовать в армии (римские армейские contiones — солдатские собрания, перед которыми выступал командующий войском), с которыми императоры были вынуждены считаться.
Важной деталью, не позволяющей назвать режим домината классической монархией, являлось то, что принцип наследственности власти до конца так и не утвердился в Риме. Принадлежность к правящей династии была довольно важным аргументом в борьбе за власть, но не являлась обязательной характеристикой претендента, а императоры, чтобы обеспечить законную передачу власти своим потомкам, назначали их своими формальными соправителями ещё в детстве.
По мнению историка Игоря Сурикова, история Византии представила собою «продлившуюся на тысячелетие историю домината».